# Ґерхардт Бранстер
Ґерхардт Бранстер (Gerhard Branstner, 25 травня 1927, Бланкенгайн, Тюрингія — † 18 серпня 2008, Берлін) — німецький письменник.

## Біографія
Ґерхардт Бранстер народився 25 травня 1927 року у Бланкенхайні в землі Тюрингія. З 1934 року відвідував початкову школу. З 1942 року три роки вчився на управляючого. У 1945 році, після двохтижневого перебування на фронті, він потрапив до американського табору військових полонених. Потім Бранстер був у французькому (до 1947), і ,в останній раз, у бельгійському полоні, з якого він був звільнений у 1947 році.Як виходець з небагатої сім'ї, (його батько був робітником на порцеляновій мануфактурі), Ґерхардт отримав в НДР можливість отримати середню освіту. З 1949 по 1951 роки він навчається на Робітничо-Селянському факультеті в Єні. З 1951 по 1956 роки він вивчає філософію в Гумбольдтському університеті Берліна, де він пізніше залишився працювати на посаді доцента. У 1953 році Ґерхардт одружується. В цьому шлюбі у подружжя народилося два сина (у 1955 та 1957 роках) і дочка (1959 рік). У 1963 році Ґерхардт Бранстер захистив докторську дисертацію на тему «Про гумор та його роль в літературі», і отримав ступінь доктора філософії.(Пізніше, вона була опублікована під назвою «Мистецтво гумору»). 
З 1962 року Бранстер працював головним лектором в видавництві Eulenspiegel та видавництві Новий Берлін. З 1968 року стає вільним письменником. У 1973 році вийшла збірка «Прийшов, побачив, і сміявся» (Ich kam und sah und lachte) , в яку увійшли вісім композицій Бранстера. Музику до шести з них написав сам Ґерхардт Бранстер, до двох інших — Зігфрід Матус , і Вольфганг Піч .У березні 2000 року Бранстер опублікував в виданні «Молодій світ» статтю «Пояснювання товаришу Гізі» (Klartext, Herr Genosse Gysi!). За погляди, які він висвітив в цій статті в квітні 2000 року його виключили із Соціалістичної Партії (Partei des Demokratischen Sozialismus (PDS)). Проте вже в червні це рішення було скасовано через його протест, поданий до Федеральної арбітражної комісії партії.
Останнім часом Ґерхардт Бранстер жив у Берліні. Окрім своєї діяльності як автора, він виступав на театральній сцені та провадив літературні читання. Помер Ґерхардт Бранстер 18 серпня 2008 року в Берліні. Його могила знаходиться на міському кладовищі Доротея в Берліні.

## Праці німецькою мовою
- 1959: «Ist der Aphorismus ein verlorenes Kind?»
- 1961: «Zu Besuch auf der Erde»
- 1964: «Neulichkeiten»
- 1967: «Der verhängnisvolle Besuch. Kriminalroman»
- 1968: «Die Reise zum Stern der Beschwingten. Utopischer Roman»; «Die Weisheit des Humors»
- 1969: «Nepomuks Philosophische Kurzanekdoten»
- 1970: «Der falsche Mann im Mond. Utopischer Roman»
- 1971: «Der Narrenspiegel»
- 1973: «Ich kam, sah und lachte. Balladen, Anekdoten und Aphorismen»; «Der astronomische Dieb»; «Alarm am See» (eine Polizeiruf 110-Folge)
- 1974: «Vom Himmel hoch»; «Plebejade»; «Der Narrenspiegel»
- 1976: «Der Sternenkavalier»
- 1977: «Der Himmel fällt aus den Wolken»; «Kantine»
- 1977: «Der Esel als Amtmann»: Buchverlag Der Morgen, (Ost-)Berlin 1977.
- 1979: als Fischer Taschenbuch: «Der Esel als Amtmann oder Das Tier ist auch nur ein Mensch» mit Zeichnungen von Hans Ticha. Frankfurt am Main 1979, ISBN 3-596-22425-X.
- 1980: «Kunst des Humors»; «Handbuch der Heiterkeit»; «Der indiskrete Roboter»; «Der Esel als Amtmann», ISBN 978-3-88074-184-3
- 1982: «Sprucksäckel»
- 1984: «Das eigentliche Theater»
- 1985: «Die Ochsenwette»; «Das Verhängnis der Müllerstochter»; «Der negative Erfolg»
- 1987: «Heitere Poetik»
- 1988: «Heitere Dramatik»
- 1993: «Mensch — wohin?»
- 1996: «Verbürgerlichung»; «Das Prinzip Gleichheit»
- 1997: «Revolution auf Knien»; «Das philosophische Gesetz der Ökologie»
- 1998: «Rotfeder»; «Der eigentliche Mensch»
- 1999: «Witz und Wesen der Lebenskunst»
- 2000: «Marxismus der Beletage»; «Die Welt in Kurzfassung», ISBN 978-3-89706-895-7
- 2001: «Das System Heiterkeit»
- 2002: «Die neue Weltofferte»; «Gegenwelt»; «Die Weisheit des Humors»
- 2004: «Branstners Brevier — Das Kommunistische Manifest von heute»; «Die Narrenschaukel», ISBN 978-3-938142-11-0
- 2006: «Philosophie der Geschichte», «Philosophie der Kunst» und «Sonny Girls» — In: «Die Pyramide», ISBN 3-928498-55-X; «Neue Lieder», ISBN 978-3-928498-75-3; «Kuriose Geschichten», ISBN 978-3-928498-57-9
- 2007: «Liebengrün», Autobiografie, Kay Homilius-Verlag Berlin, ISBN 3-897068-50-8; «Die Hornisse — Philosophische Streitschriften», ISBN 978-3-928498-78-4

## Переклади російською мовою
- Встряхнуть детектив (1995)
- Игроки (1995),
- Отличительная черта (1995)

## Відгуки рецензентів
|  | Ґерхардт Бранстер - спеціаліст вираженої гумористичної наукової фантастики ... Подорож до Рітмічної зірки - це подорож через різні гротескні держави, включаючи державу Тритон-капіталістів: або капіталістів або тритонів. Мешканці Рітмічної зірки зайняті веселою лінгвістичною грою з реальністю. 'Саме через цю веселу гру, в якій прихована серйозність, можна стикнутися з реальністю |

 — Франц Роттенштайнер